# CS Echternach
CS Echternach – klub piłkarski, mający swoją siedzibę w mieście Echternach, na wschodzie kraju.

## Historia
Chronologia nazw:
- 1909: Jeunesse Echternach
- 1913: CS Echternach
- 1918: klub rozwiązano

Klub piłkarski Jeunesse został założony w mieście Echternach w 1909 roku. Był jednym z zespołów – założycieli 1. ligi Luksemburga w 1909 roku. W debiutowym sezonie 1909/10 zespół wygrał 3:1 z US Rumelange i przegrał 2:5 z Sportingiem. W następnym sezonie klub  wycofał się z mistrzostw po drugiej kolejce. W sezonie 1911/12 zajął ostatnie miejsce w rozgrywkach, a w następnym sezonie mistrzostwa nie rozgrywane z powodu nieporozumień w Związku Piłkarskim. W sezonie 1913/14 jako Cercle des Sports Echternach startował w drugiej lidze luksemburskiej i odniósł zwycięstwo. W sezonie 1914/15 system rozgrywek był zmieniony, ale klub przegrał 0:7 i 0:3 z Young Boys Diekirch w 5. Serie Éischt Divisioun. W sezonach 1915/16 i 1917/18 zgłosił się do rozgrywek w drugiej i trzeciej dywizji odpowiednio, ale nie przystąpił do nich i potem został rozwiązany.

## Sukcesy

### Trofea międzynarodowe
Nie uczestniczył w rozgrywkach europejskich (stan na 31-12-2016).

### Trofea krajowe
| \| \| Zdobyte trofea w rozgrywkach Luksemburga (stan na: 31-12-2017) \| |                                                                |      |                  |
| Rozgrywki                                                               | Osiągnięcie                                                    | Razy | Sezon(y)         |
| Mistrzostwo                                                             | I miejsce                                                      | 0    |                  |
| Mistrzostwo                                                             | II miejsce                                                     | 0    |                  |
| Mistrzostwo                                                             | III miejsce                                                    | 0    |                  |
| Mistrzostwo                                                             | 5.miejsce                                                      | 2    | 1909/10, 1911/12 |
| Puchar                                                                  | zdobywca                                                       | 0    |                  |
| Puchar                                                                  | finalista                                                      | 0    |                  |
| II liga                                                                 | I miejsce                                                      | 1    | 1913/14          |
| II liga                                                                 | II miejsce                                                     | 0    |                  |
| II liga                                                                 | III miejsce                                                    | 0    |                  |
| Luksemburg                                                              | Zdobyte trofea w rozgrywkach Luksemburga (stan na: 31-12-2017) |      |                  |

## Stadion
Klub rozgrywał swoje mecze domowe na stadionie Terrain Bréil w Echternach, który może pomieścić 180 widzów.